# Temporada 1969-70 de los Milwaukee Bucks
La temporada 1969-70 fue la segunda de los Milwaukee Bucks en la NBA. La temporada regular acabó con 56 victorias y 26 derrotas, ocupando el segundo puesto de la División Este, clasificándose para los playoffs, en los que cayeron en las Finales de división ante los New York Knicks.

## Elecciones en elDraft
| Ronda | Puesto | Jugador       | Posición | Nacionalidad   | Universidad          |
| ----- | ------ | ------------- | -------- | -------------- | -------------------- |
| 1     | 1      | Lew Alcindor  | C        | Estados Unidos | UCLA                 |
| 2     | 17     | Bob Greacen   | F        | Estados Unidos | Rutgers              |
| 3     | 31     | Skeeter Swift | G        | Estados Unidos | East Tennessee State |
| 4     | 45     | Bob Dandridge | F        | Estados Unidos | Norfolk State        |
| 6     | 73     | John Arthurs  | G        | Estados Unidos | Tulane               |

## Temporada regular
| x-New York Knicks    | 60 | 22 | .732 | –  |
| x-Milwaukee Bucks    | 56 | 26 | .683 | 4  |
| x-Baltimore Bullets  | 50 | 32 | .610 | 10 |
| x-Philadelphia 76ers | 42 | 40 | .512 | 18 |
| Cincinnati Royals    | 36 | 46 | .439 | 24 |
| Boston Celtics       | 34 | 48 | .415 | 26 |
| Detroit Pistons      | 31 | 51 | .378 | 29 |

## Playoffs

### Semifinales de División
Milwaukee Bucks vs. Philadelphia 76ers 
| Fecha       | Partido                                     | Ciudad     |
| ----------- | ------------------------------------------- | ---------- |
| 25 de marzo | Milwaukee Bucks 125, Philadelphia 76ers 118 | Milwaukee  |
| 27 de marzo | Milwaukee Bucks 105, Philadelphia 76ers 112 | Milwaukee  |
| 30 de marzo | Philadelphia 76ers 120, Milwaukee Bucks 156 | Filadelfia |
| 1 de abril  | Philadelphia 76ers 111, Milwaukee Bucks 118 | Filadelfia |
| 3 de abril  | Milwaukee Bucks 115, Philadelphia 76ers 106 | Milwaukee  |
|             | Milwaukee Bucks gana las series 4-1         |            |

### Finales de División
New York Knicks vs. Milwaukee Bucks 
| Fecha       | Partido                                  | Ciudad     |
| ----------- | ---------------------------------------- | ---------- |
| 11 de abril | New York Knicks 110, Milwaukee Bucks 102 | Nueva York |
| 13 de abril | New York Knicks 112, Milwaukee Bucks 111 | Nueva York |
| 17 de abril | Milwaukee Bucks 101, New York Knicks 96  | Milwaukee  |
| 19 de abril | Milwaukee Bucks 105, New York Knicks 117 | Milwaukee  |
| 20 de abril | New York Knicks 132, Milwaukee Bucks 96  | Nueva York |
|             | New York Knicks gana las series 4-1      |            |

## Estadísticas
| Rk | Jugador          | Edad | P  | PT | MP   | TC   | TCI  | %TC  | TL  | TLI | %TL  | RB   | AS  | FP  | PTS  |
| -- | ---------------- | ---- | -- | -- | ---- | ---- | ---- | ---- | --- | --- | ---- | ---- | --- | --- | ---- |
| 1  | Lew Alcindor     | 22   | 82 |    | 43.1 | 11.4 | 22.1 | .518 | 5.9 | 9.1 | .653 | 14.5 | 4.1 | 3.5 | 28.8 |
| 2  | Jon McGlocklin   | 26   | 82 |    | 36.2 | 7.8  | 14.7 | .530 | 2.1 | 2.4 | .854 | 3.1  | 3.7 | 2.0 | 17.6 |
| 3  | Flynn Robinson   | 28   | 81 |    | 34.1 | 8.2  | 17.2 | .477 | 5.4 | 6.0 | .898 | 3.2  | 5.5 | 3.1 | 21.8 |
| 4  | Bob Dandridge    | 22   | 81 |    | 30.4 | 5.4  | 11.0 | .485 | 2.5 | 3.3 | .754 | 7.7  | 3.6 | 3.4 | 13.2 |
| 5  | Greg Smith       | 23   | 82 |    | 28.9 | 4.1  | 8.1  | .511 | 1.5 | 2.1 | .718 | 8.7  | 1.9 | 3.7 | 9.8  |
| 6  | Don Smith        | 23   | 80 |    | 20.5 | 3.0  | 6.8  | .434 | 1.5 | 2.3 | .643 | 7.5  | 0.8 | 2.1 | 7.4  |
| 7  | Freddie Crawford | 28   | 77 |    | 17.3 | 3.2  | 6.6  | .480 | 1.3 | 1.9 | .682 | 2.4  | 2.9 | 2.4 | 7.6  |
| 8  | Len Chappell     | 29   | 75 |    | 15.1 | 3.2  | 7.0  | .465 | 1.8 | 2.8 | .640 | 3.7  | 0.7 | 1.7 | 8.3  |
| 9  | Guy Rodgers      | 34   | 64 |    | 11.7 | 1.1  | 3.0  | .356 | 1.0 | 1.4 | .744 | 1.2  | 3.3 | 1.1 | 3.2  |
| 10 | John Arthurs     | 22   | 11 |    | 7.8  | 1.1  | 3.2  | .343 | 1.0 | 1.4 | .733 | 1.3  | 1.5 | 1.4 | 3.2  |
| 11 | Bob Greacen      | 22   | 41 |    | 7.1  | 1.1  | 2.7  | .404 | 0.4 | 0.7 | .643 | 1.4  | 0.7 | 1.2 | 2.6  |
| 12 | Dick Cunningham  | 23   | 60 |    | 6.9  | 0.9  | 2.4  | .369 | 0.4 | 0.6 | .667 | 2.7  | 0.5 | 1.2 | 2.1  |
| 13 | Sam Williams     | 25   | 11 |    | 4.0  | 1.0  | 2.2  | .458 | 0.5 | 1.0 | .455 | 0.6  | 0.3 | 0.5 | 2.5  |

## Galardones y récords
| Jugador        | Galardón                                                              |
| Lew Alcindor   | Rookie del Año de la NBA Mejor quinteto de rookies de la NBA All-Star |
| Flynn Robinson | All-Star                                                              |